# Боксті
Боксті (ірл. bacstaí або arán bocht tí, англ. boxty) — традиційні ірландські картопляні млинці. Боксті особливо популярні в північних графствах Ірландії, таких як Каван та Донегол. В Ірландії є безліч рецептів приготування цієї страви, проте основні інгредієнти — натерта сира картопля, картопляне пюре, борошно, сода та сколотини незмінні по всій країні.
Існує два основних види цієї страви. Перший називається «боксті в каструлі» і подається зазвичай на сніданок. Страва схоже на великий млинець або піцу. Другий вид цієї страви — «боксті на сковороді» — це скоріше оладки, які подаються зі смаженими сосисками, готується ця страва зазвичай на Хеллоуїн.